# Krecikówki
Krecikówki (Anourosoricini) – plemię ssaków z podrodziny ryjówek (Soricinae) w obrębie rodziny ryjówkowatych (Soricidae).

## Zasięg występowania
Plemię obejmuje gatunki występujące w Azji.

## Podział systematyczny
Do plemienia należy jeden występujący współcześnie rodzaj:
- Anourosorex Milne-Edwards, 1872 – krecikówka

Opisano również rodzaje wymarłe:
- Amblycoptus Kormos, 1926[11]
- Crusafontina Gibert i Clols, 1975[12]
- Darocasorex Van Dam, 2010[13] – jedynym przedstawicielem był Darocasorex vandermeuleni Van Dam, 2010
- Ishimosorex Zazhigin & Voyta, 2022[14] – jedynym przedstawicielem był Ishimosorex ishimiensis Zazhigin & Voyta, 2022
- Kordosia Mészáros, 1997[15] – jedynym przedstawicielem był Kordosia topali (Jánossy, 1972)
- Paranourosorex Rzebik-Kowalska, 1975[16]
- Plioblarinella Koenigswald & Reumer, 2020[17] – jedynym przedstawicielem był Plioblarinella dubia (Bachmayer & R.W. Wilson, 1970)